# Юный лучник
«Юный лучник» (итал. Giovane arciere) — мраморная статуя из собрания музея Метрополитен в Нью-Йорке. Автором этой скульптуры позднего кватроченто музейщики считают Микеланджело, хоть такая атрибуция не имеет общей поддержки (в частности, её оспаривает Уильям Уоллес). 
Сторонники авторства Микеланджело с недавних пор называют эту работу «Манхеттенским амуром», отождествляя её с известной по документам и давно утраченной статуей «Купидон в натуральную величину», выполненной Микеланджело по заказу Якопо Галли.

## История
Статую «Юный лучник» купил архитектор Стэнфорд Уайт (англ. Stanford White) для Манхеттенской резиденции семьи Пейна Уитни (англ. Payne Whitney). Этот дом был Нью-Йоркским офисом отдела культуры посольства Франции в США. Скульптуру установили в холле, над фонтаном, дизайн которого разработал Уайт.
В 1990 году её тщательно осмотрел Джеймс Дэвид Дрейпер (англ. James David Draper), куратор музея искусства Метрополитен. Дрейпер решил, что это работа флорентийского скульптора, который был знаком с техникой Бертольдо ди Джованни, наставника Микеланджело.
В 1996 и 1997 годах в «Burlington Magazine» вышли публикации Кэтлин Вейль-Харрис Брандт (англ. Kathleen Weil-Garris Brandt), профессора Института искусств и Колледжа наук и искусств Нью-Йоркского университета, в которых авторство этой статуи приписывалось Микеланджело.
С 2009 года скульптура находится в Нью-Йоркском музее искусства Метрополитен, на условиях особой аренды от Франции. Срок аренды — 10 лет.

## Описание
Это незавершённая мраморная фигура обнажённого мальчика. У скульптуры отсутствуют руки и ноги от колен. Выражение лица невозмутимое, голова несколько склонена налево.
Кудрявые волосы юного лучника Брандт считает доказательством авторства Микеланджело, тогда как Джеймс Бек (англ. James Beck), профессор Колумбийского университета, подчёркивал его неестественность, импрессионизм. Завершенность колчана тоже вызывает вопросы, поскольку для Микеланджело не было типичным завершать второстепенную деталь, оставив незаконченным глаза и уши. Также в композиции статуи отсутствует контрапост, что можно считать доказательством юности и неопытности Микеланджело (Дрейпер).
Спина мальчика тоже вызывает вопросы. Брандт считает, что это ещё одно доказательство неопытности Микеланджело, но, по мнению Лео Стайнберга, «слишком длинная крестцовая кость противоречит нормальной длине спины».